# BBC London
BBC London est la marque tri-médias de la BBC pour la radio, la télévision et les services en ligne pour Londres et ses environs immédiats.La franchise de la BBC a été lancée comme BBC LDN quand la région de Londres s’est dédoublée de la région du Sud-Est de la BBC, BBC South East, le 1er octobre 2001. BBC London inclut la station radio BBC London 94,9 FM et les émissions d'information régionale sur BBC One.
Le 1er mars 2004, le nom original BBC LDN a été rallongé en BBC London.
Le 12 décembre 2005, BBC London a amélioré son visuel et l’identité de la chaîne, présentant une nouvelle version du thème musical. Le nouveau générique présente une série d'images de Londres, suivie de l’écran rouge avec une bande translucide blanche et une croix, faisant apparaître le logo de BBC London.
Les auditeurs potentiels de ce décrochage régional représentent plus de onze millions de personnes – un groupe de population plus grand que l’Écosse, le Pays de Galles et l’Irlande du Nord combinés.

## Logos

Logo de BBC LDN du 1er octobre 2001 au 1er mars 2004
Logo de BBC London du 1er mars 2004 au 12 décembre 2005